# Philipp Gruissem
Philipp Alexander „Phil“ Gruissem (* 30. Januar 1987 in Krefeld) ist ein professioneller deutscher Pokerspieler.
Gruissem hat sich mit Poker bei Live-Turnieren mehr als 11,5 Millionen US-Dollar erspielt und gehört damit zu den erfolgreichsten deutschen Pokerspielern. Er gewann 2011 und 2014 jeweils das High Roller der European Poker Tour sowie 2013 ein Turnier der World Series of Poker Asia Pacific und zweimal in Folge das Alpha8 der World Poker Tour.

## Persönliches
Gruissem stammt aus Krefeld. Er studierte Maschinenbau an der RWTH Aachen. Gruissem lebte eine Zeit in London und mittlerweile auf Malta. Gemeinsam mit Liv Boeree und Igor Kurganow gründete er Anfang Juli 2014 das an den Prinzipien des Effektiven Altruismus orientierte Charity-Projekt Raising for Effective Giving.

## Pokerkarriere

### Werdegang
Gruissem spielt seit Juli 2007 online auf den Plattformen PokerStars, Full Tilt Poker und partypoker unter dem Nickname philbort. Bei der World Championship of Online Poker gewann er 2017 auf PokerStars ein Turnier mit einer Siegprämie von rund 75.000 US-Dollar. Insgesamt hat er Online-Turniergewinne von über 3,5 Millionen US-Dollar aufzuweisen. Von Anfang 2018 bis Ende 2020 gehörte Gruissem dem Team partypoker an und nutzte dort den Nickname phil_gruissem. Seit 2009 nimmt er auch an renommierten Live-Turnieren teil.
Im Juli 2011 war er erstmals bei der World Series of Poker im Rio All-Suite Hotel and Casino am Las Vegas Strip erfolgreich und erreichte beim Main Event den 28. Platz von 6865 Spielern. Damit war er hinter dem Sieger Pius Heinz zweitbester Deutscher und gewann ein Preisgeld von über 240.000 US-Dollar. Ende August 2011 gewann Gruissem ein Turnier der European Poker Tour (EPT) in Barcelona mit einer Siegprämie von 234.500 Euro. Rund einen Monat später siegte er auch beim High-Roller-Event der EPT in London und kassierte dafür umgerechnet rund 700.000 US-Dollar. Mitte April 2013 gewann Gruissem das High-Roller-Turnier der World Series of Poker Asia Pacific in Melbourne. Dafür setzte er sich gegen 43 andere Spieler durch, erhielt für den Sieg, da das Event nicht auf dem regulären Turnierplan stand, jedoch kein Bracelet. Ende Oktober 2013 sicherte er sich den Sieg beim Alpha8-Event der World Poker Tour in London mit einem Preisgeld von umgerechnet knapp 1,4 Millionen US-Dollar. Keine drei Wochen später gewann er auch das Alpha8 auf St. Kitts für weitere 1,1 Millionen US-Dollar. Anfang Mai 2014 war Gruissem beim High-Roller-Event der EPT in Monte-Carlo erfolgreich und erhielt für den Sieg ein Preisgeld von knapp einer Million Euro. Von April bis Dezember 2016 fungierte er als Manager der Berlin Bears in der Global Poker League und erreichte mit seinem Team das Finale. Anfang Mai 2017 gewann er ein eintägiges High Roller der PokerStars Championship in Monte-Carlo und erhielt eine Siegprämie von knapp 500.000 Euro. Beim Triton Poker High Roller in Sotschi wurde Gruissem im August 2018 Sechster und sicherte sich umgerechnet knapp 120.000 US-Dollar. Im November 2019 beendete er das Main Event der partypoker Millions World Bahamas auf dem mit 140.000 US-Dollar dotierten neunten Platz. Seitdem blieben größere Turniererfolge aus. Von Januar 2020 bis Januar 2023 erzielte der Deutsche über drei Jahre keine Live-Geldplatzierung.

### Preisgeldübersicht
| Jahr      | Preisgeld (in $) | Turniersiege |
| --------- | ---------------- | ------------ |
| 2009      | 38.608           | 1            |
| 2010      | 0                | 0            |
| 2011      | 1.589.879        | 2            |
| 2012      | 1.752.948        | 0            |
| 2013      | 4.646.124        | 4            |
| 2014      | 1.485.102        | 1            |
| 2015      | 255.829          | 1            |
| 2016      | 416.392          | 0            |
| 2017      | 846.750          | 1            |
| 2018      | 254.692          | 0            |
| 2019      | 210.956          | 0            |
| 2020      | 8.500            | 0            |
| 2021–2022 | 0                | 0            |
| 2023      | 22.730           | 0            |
| 2024      | 0                | 0            |
| gesamt    | 11.528.510       | 10           |